# Emberizoides duidae
El coludo del Duida, sabanero del Duida o sabanero coludo del Duida (Emberizoides duidae) es una especie de ave paseriforme de la familia Thraupidae perteneciente al género Emberizoides. Es endémico del cerro Duida, una montaña de Venezuela, y solo es conocida por varios especímenes encontrados en 1928 y 1929.

## Hábitat y características
Su hábitat natural es la sabana seca, en altitudes entre 1300 y 2100 m. Se parece bastante con el coludo colicuña (Emberizoides herbicola) que también ocurre en la misma montaña pero en altitudes menores, pero es mayor, mide 21 cm de longitud, con la cola proporcionalmente más larga, más oscuro por arriba, especialmente en la corona y la cola, con los lores y la frente más morenos. Su historia natural es prácticamente desconocida.

## Estado de conservación
A pesar de casi desconocido, el coludo del Duida ha sido calificado como casi amenazado por la Unión Internacional para la Conservación de la Naturaleza (IUCN) debido a su extremadamente pequeña zona de distribución que alberga una población desconocida; la región, aunque preservada y remota, puede estar sujetada a un evento catastrófico como alteraciones en el uso de la tierra o cambios climáticos. Localmente, en Venezuela, es considerada con datos insuficientes.

## Sistemática

### Descripción original
La especie E. duidae fue descrita por primera vez por el ornitólogo estadounidense Frank Michler Chapman en 1929 bajo el mismo nombre científico; la localidad tipo es: «Savanna Hills, Cerro Duida, 4400 feet [c. 1340 m], Amazonas, Venezuela». El holotipo, un macho adulto colectado el 2 de febrero de 1929, se encuentra depositado en el Museo Americano de Historia Natural, bajo el número AMNH  245937.

### Etimología
El nombre genérico masculino Emberizoides es una combinación del género Emberiza, que deriva del alemán antiguo «embritz» utilizado para designar a los pájaros del Viejo Mundo llamados escribanos, y de la palabra griega «oidēs» que significa «que se parece», «parecido con»; y el nombre de la especie «duidae» se refiere al cerro Duida, hábitat de la especie.

### Taxonomía
Ya fue considerada conespecífica con Emberizoides herbicola y algunos autores consideran que las evidencias para separarlas son débiles.